# メアリー・スー
メアリー・スー（Mary Sue）は、弱点や性格上の欠陥がないと描写される架空のキャラクターを指す言葉。ファンコミュニティにおいて、非現実的なほど有能であると見なされるヒロインに対して軽蔑的に用いられる。

## 概要
元々メアリー・スーは、1973年に出版されたファンジン『Menagerie』2号に掲載された、編集者の一人ポーラ・スミス（Paula Smith）による『スタートレック』の二次創作小説「A Trekkie's Tale」（トレッキーのおとぎ話）に登場するオリジナルヒロイン、メアリー・スー大尉（作中の描写によれば「（略）艦隊で最年少の大尉であり（中略）年はまだ15歳と半年」）の名前から取られた。
この小説自体、当時のスタートレック・ファンダムの活発な層である思春期の少女たちが書いていた二次創作小説に登場しがちな、非現実的で思春期の願望を具現化したようなオリジナルキャラクター（艦隊でも最年少かつ最優秀で、原作に登場するクルーらから尊敬され、想われ、しかも驚くような能力を持ち原作のクルーをさしおいて大活躍し、実は他人と違う外観や出生の秘密があり、死ぬときは劇的に死んで全員が悲しみに包まれる）を揶揄した小説だった。
メアリー・スーはその後、二次創作作品に限らず原作に登場する同種のキャラクターに対しても呼ばれる（例えば後述するウェスリー・クラッシャー）ようになるなど適用範囲が拡大した。
ポーラ・スミスは後のインタビューにて、スーパーマンやジェームズ・ボンドなどの一次創作のキャラクターをメアリー・スーに該当する例に挙げて「思春期以降の女性と向き合おうとしない当時の若者が自らの願望を叶えるために作った、読者が命を吹き込む余地がないキャラクター」と評している。

## 類例
メアリー・スーが男性キャラクターである場合はマーティ・ストゥー（Marty Stu）やゲイリー・ストゥー（Gary Stu）などといい、典型的な「理想の男性」として描かれているものを指す。フェミニスト向け雑誌ビッチは、『新スタートレック』のキャラクターであるウェスリー・クラッシャーをマーティ・ストゥーと見なした。このキャラクターのウェスリーという名前が原作者であるジーン・ロッデンベリーのミドルネームから取られていることなどから、ファンや研究者の間ではロッデンベリーが作中に自分自身を登場させる意図があったのではないかと推測されている（ただし、ウェスリーの役回り自体は「機転の利く使い走りの小僧」程度で劇中の出番も少なく、第四シーズンで完全に降板している）。
また、ある種の性格付けが行われたメアリー・スーの亜種としてEinstein Sue（ずば抜けて頭がいいキャラクター）、Jerk Sue（短気ですぐ手を出すキャラクター）、Sympathetic Sue（読者の同情を引こうとするキャラクター）などがある。

## 大衆文化での言及
『バフィー 〜恋する十字架〜』の第4シーズン「スーパースター」はメアリー・スーに対する風刺であると、研究書"Fighting the Forces"の著者の一人であるJustine Larbalestierは述べている。
この回は登場人物の一人である冴えない青年ジョナサン・レビンソンがある日突然世界中の人から愛されるほど魅力的になるが、自分自身がそうなるよう魔法をかけたことがバフィーたちによって暴かれるという内容になっている。